# Bassin du Mississippi
Le bassin hydrographique du Mississippi est le plus grand d'Amérique du Nord et le troisième du monde, derrière celui de l'Amazone et du Congo. Sa superficie totale est de 3 238 000 km2, soit un tiers du territoire américain et plus de six fois celui de la France métropolitaine. Le bassin-versant du Mississippi se trouve dans 31 États américains et deux provinces canadiennes. Il est divisé en six sous-bassins, qui correspondent aux cours inférieur et supérieur, ainsi qu'aux affluents les plus longs : le Missouri (4,370 km), l'Arkansas, l'Ohio, etc. Enfin, la plaine inondable du système fluvial mesure environ 90,000 km2. Plus de 72 millions de personnes vivent dans le bassin du Mississippi, soit un Américain sur quatre.

## Bassin hydrographique

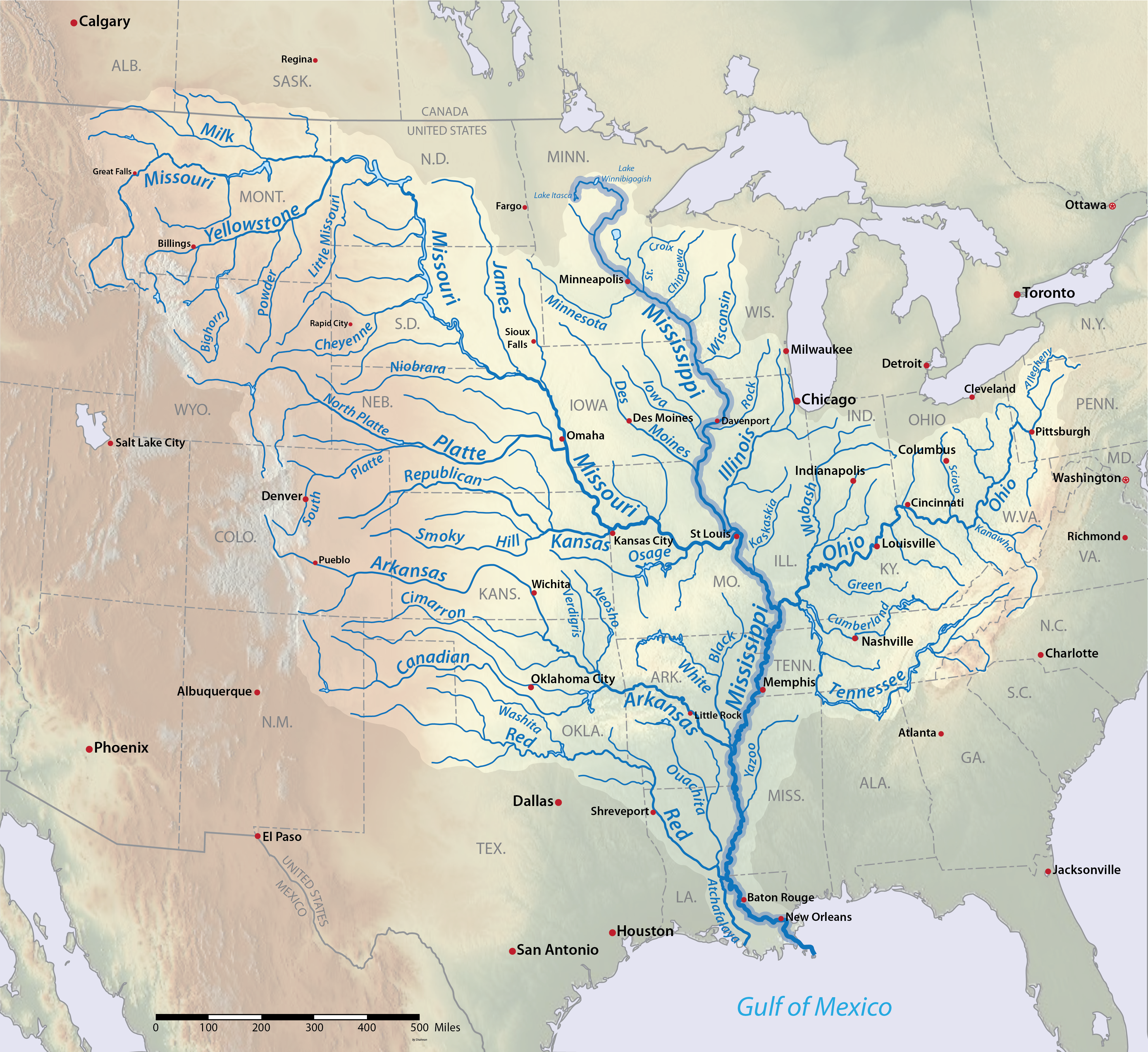
Le bassin du Mississippi et ses principaux affluents

Le Mississippi draine la plus grande partie de la zone comprise entre les Montagnes Rocheuses et les Appalaches, sauf la partie proche des Grands Lacs. Il traverse ou longe dix États  - Minnesota, Wisconsin, Iowa, Illinois, Missouri, Kentucky, Arkansas, Tennessee, Mississippi et Louisiane – avant de se jeter dans le Golfe du Mexique, 160 km à l'aval de La Nouvelle-Orléans. Une goutte de pluie tombant dans le lac Itasca met environ 90 jours à rejoindre le Golfe du Mexique.

## Les affluents
Les principaux affluents du Mississippi, à partir de la source.   
| Rivière               | Longueur (km) | Superficie (km2) | Débit (m3/s) | Rive   |
| --------------------- | ------------- | ---------------- | ------------ | ------ |
| Mississippi Supérieur |               |                  |              |        |
| Minnesota             | 534           | 44 000           | 236          | droite |
| Sainte-Croix          | 272           | 20 000           | 125          | gauche |
| Chippewa              | 294           |                  |              | gauche |
| Wisconsin             | 692           | 31 805           | 340          | gauche |
| Iowa                  | 482           |                  |              | droite |
| Des Moines            | 845           |                  |              | droite |
| Rock                  | 459           |                  |              | gauche |
| Illinois              | 439           | 72 700           | 650          | gauche |
| Missouri              | 4 370         | 1 376 180        | 2 300        | droite |
| Kaskaskia             | 515           |                  |              | gauche |
| Mississippi Inférieur |               |                  |              |        |
| Rivière Ohio          | 1 579         | 490 601          | 7 957        | gauche |
| Saint Francis         | 760           |                  |              | droite |
| White                 | 1 162         | 71 911           | 741          | droite |
| Arkansas              | 2 334         | 505 000          | 1 160        | droite |
| des Yasoux            | 302           |                  |              | gauche |
| Rouge                 | 2 189         | 241 388          | 1 585        | droite |